# Bad Nenndorf
Bad Nenndorf is een gemeente in de Duitse deelstaat Nedersaksen. De gemeente maakt deel uit van de Samtgemeinde Nenndorf in het Landkreis Schaumburg.
De plaats telt 11.279 inwoners. De stad is een kuuroord.

## Stadsdelen
- Bad Nenndorf (Kernstadt)
- Waltringhausen incl. de Bückethaler Landwehr, 2 à 3 km ten noordoosten van de stad
- Horsten (met een bezienswaardige watermolen), 1 à 2 km ten westen van de stad
- Riepen, 2 km ten noordwesten van Horsten.

## Ligging en infrastructuur

### Ligging
Bad Nenndorf ligt aan de noordwestelijke rand van de heuvelrug Deister en ruim 15 km ten zuiden van het Steinhuder Meer, halverwege de rivieren Wezer en Leine, bij de overgang van de Noord-Duitse Laagvlakte en de middelgebergtes ten zuiden daarvan. De grote stad Hannover ligt, afhankelijk van de stadswijk daar, 25 à 30 km ten oosten van Bad Nenndorf.

### Buurgemeentes
- in het oosten: Barsinghausen in de Regio Hannover
- in het noorden: Hohnhorst en Suthfeld, beide in de Samtgemeinde Nenndorf
- in het noordwesten: Auhagen in de Samtgemeinde Sachsenhagen
- in het westen: Lindhorst en Beckedorf, beide in de Samtgemeinde Lindhorst
- in het zuiden: Rodenberg in de Samtgemeinde Rodenberg

### Infrastructuur

Netwerkkaart S-Bahn van Hannover

De S-Bahn van Hannover exploiteert de lijnen S1 en S2. Op het (belangrijke overstap-)station Haste (Han) stoppen beide lijnen, op station Bad Nenndorf alleen lijn S1, de zgn. Deisterbahn (zie: Spoorlijn Weetzen - Haste). Zie ook: Spoorlijn Hannover - Hamm.
Door de gemeente lopen de volgende belangrijke hoofdverkeerswegen:
- Autobahn A2 met afrit 38 tussen Bad Nenndorf en Bantorf, gem. Barsinghausen
- de west-oost (Stadthagen - Hannover) lopende Bundesstraße 65, die zuidelijk om Bad Nenndorf loopt en op de A2 aansluit
- de zuid-noord (Coppenbrügge- Wunstorf) lopende Bundesstraße 442, die ten zuiden van Bad Nenndorf een stukje gemeenschappelijk tracé met de B65 heeft, en vlak voor de kruising met de A2 afbuigt in noordelijke richting langs Suthfeld/Helsinghausen en Haste naar Wunstorf.

## Kuurbedrijf

### Kuurfaciliteiten
Bad Nenndorf is een kuuroord, van oorsprong gebaseerd op modderbaden in de als geneeskrachtig beschouwde, sterk zwavelhoudende modder. De faciliteiten zijn ten dele van de deelstaat Nedersaksen, ten dele in exploitatie bij de gemeente zelf.
Sedert 1990 ligt het zwaartepunt van de aangeboden kuren op revalidatie, de stad heeft daartoe twee ziekenhuizen, en vanaf plm. 2005 ook wellness. Bad Nenndorf beschikt over verscheidene luxe hotels, en over een ten dele overdekte wellness-inrichting, waar zwemmen en water-kuren op de voorgrond staan.

### Monumentale gebouwen, parken e.d. in het kuurcentrum

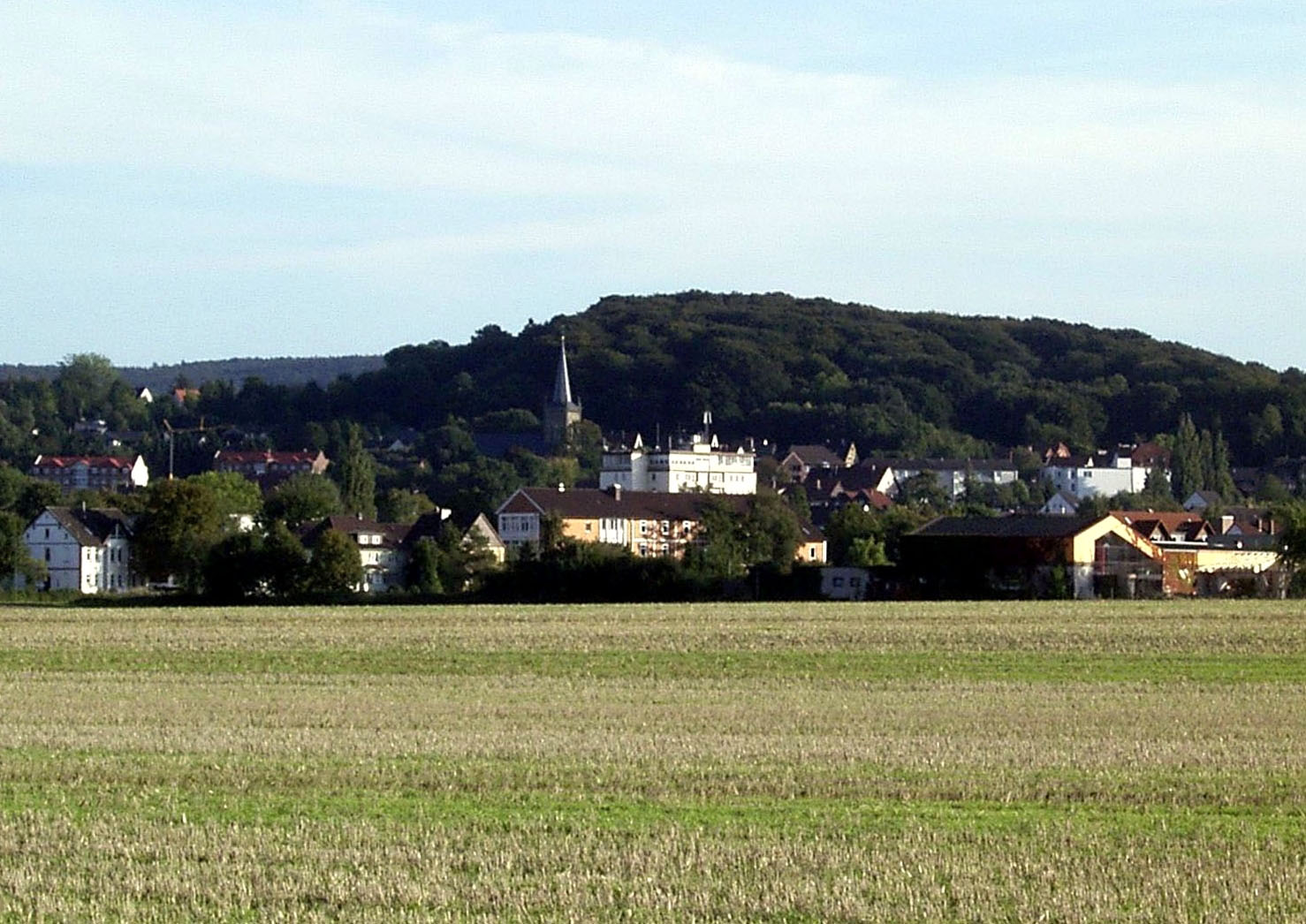
Gezicht op Bad Nenndorf, kuuroord aan de voet van de heuvel Galenberg
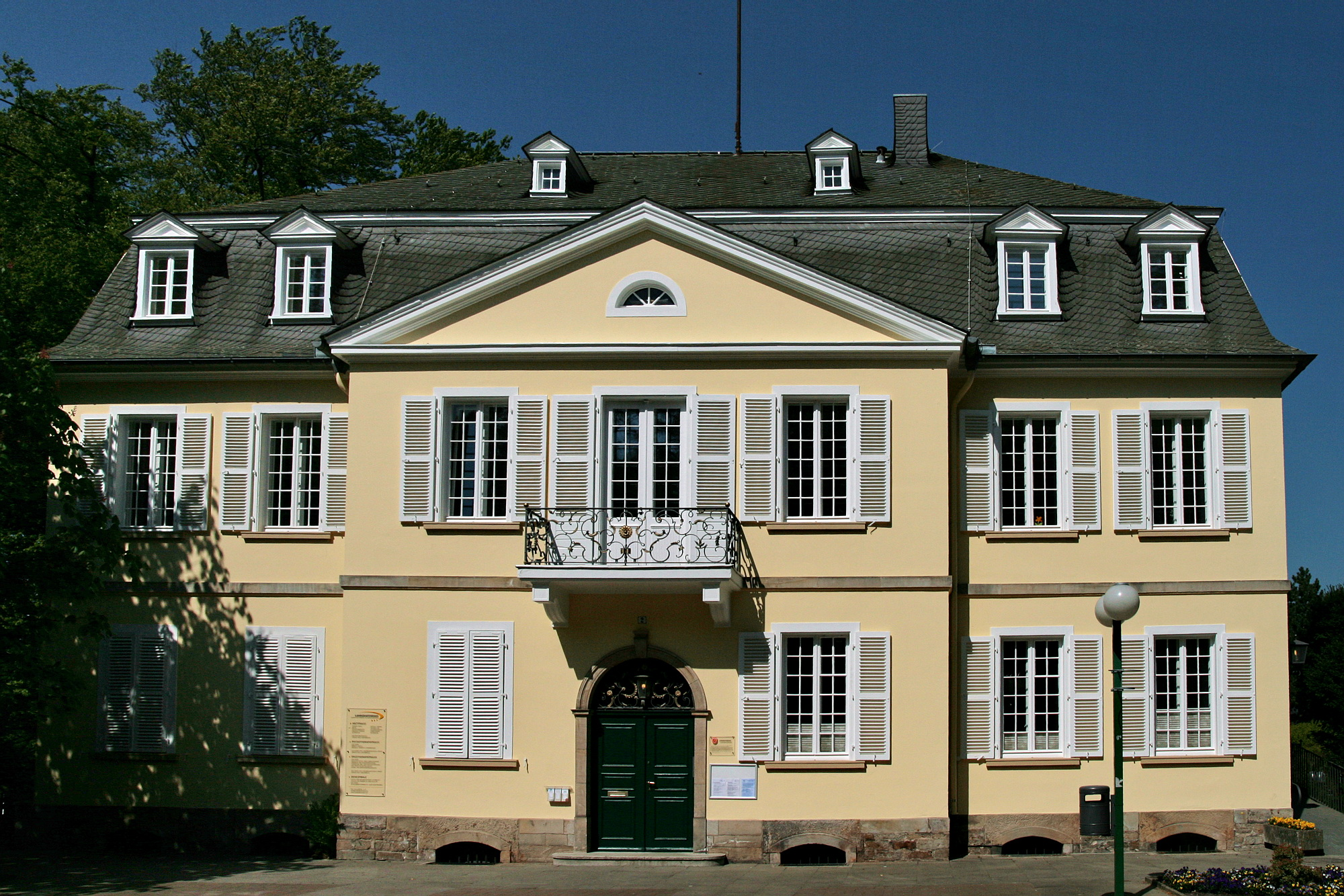
Landgrafenhaus (1792; renovatie in 1936)
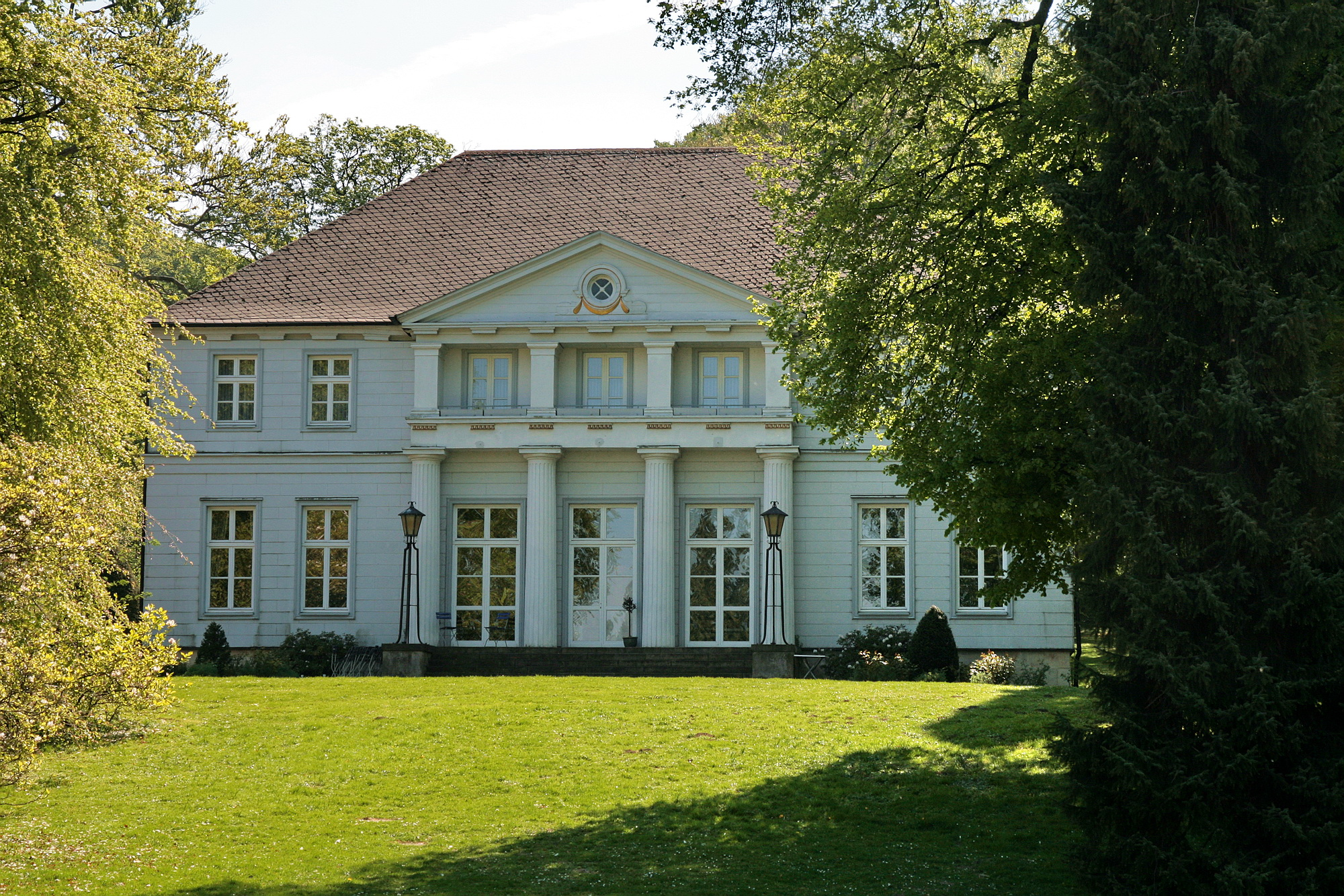
Schlösschen (1803)
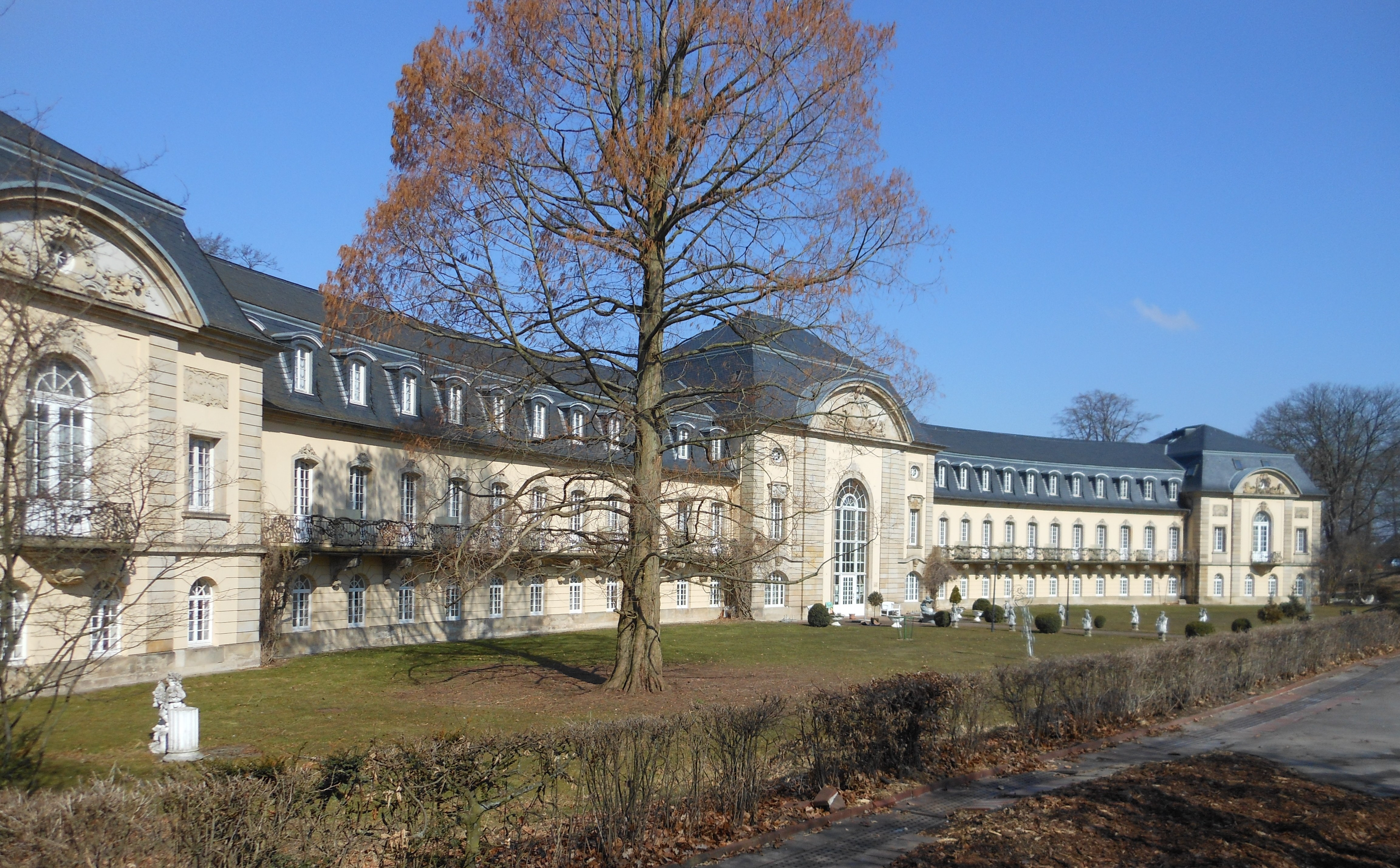
Voormalig zwavelbadhuis (bouwjaar 1906; tegenwoordig Hotel Esplanade)
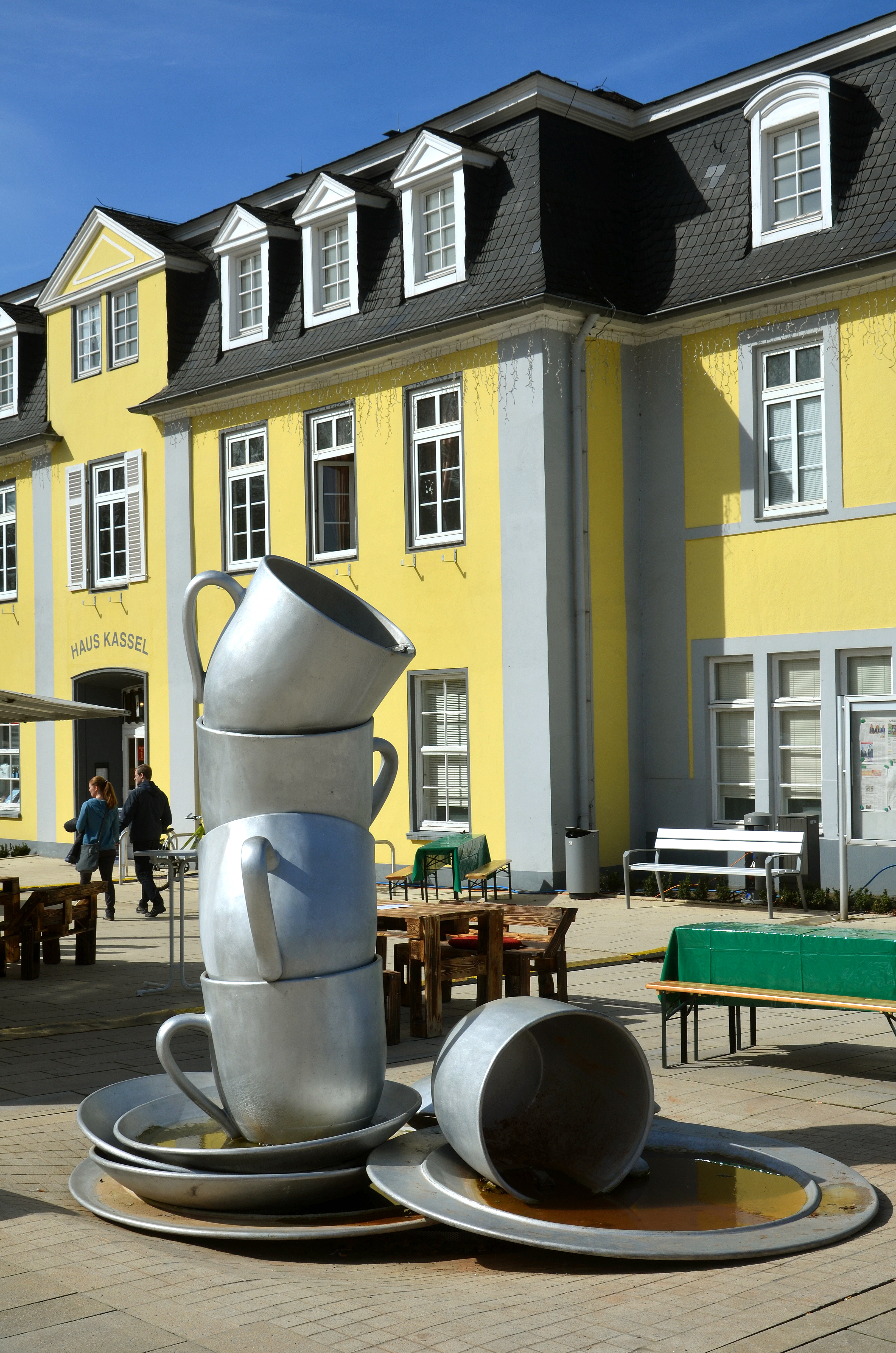
Fonteinkunstwerk Großer Abwasch, Timm Ulrichs. Op de achtergrond Haus Kassel.
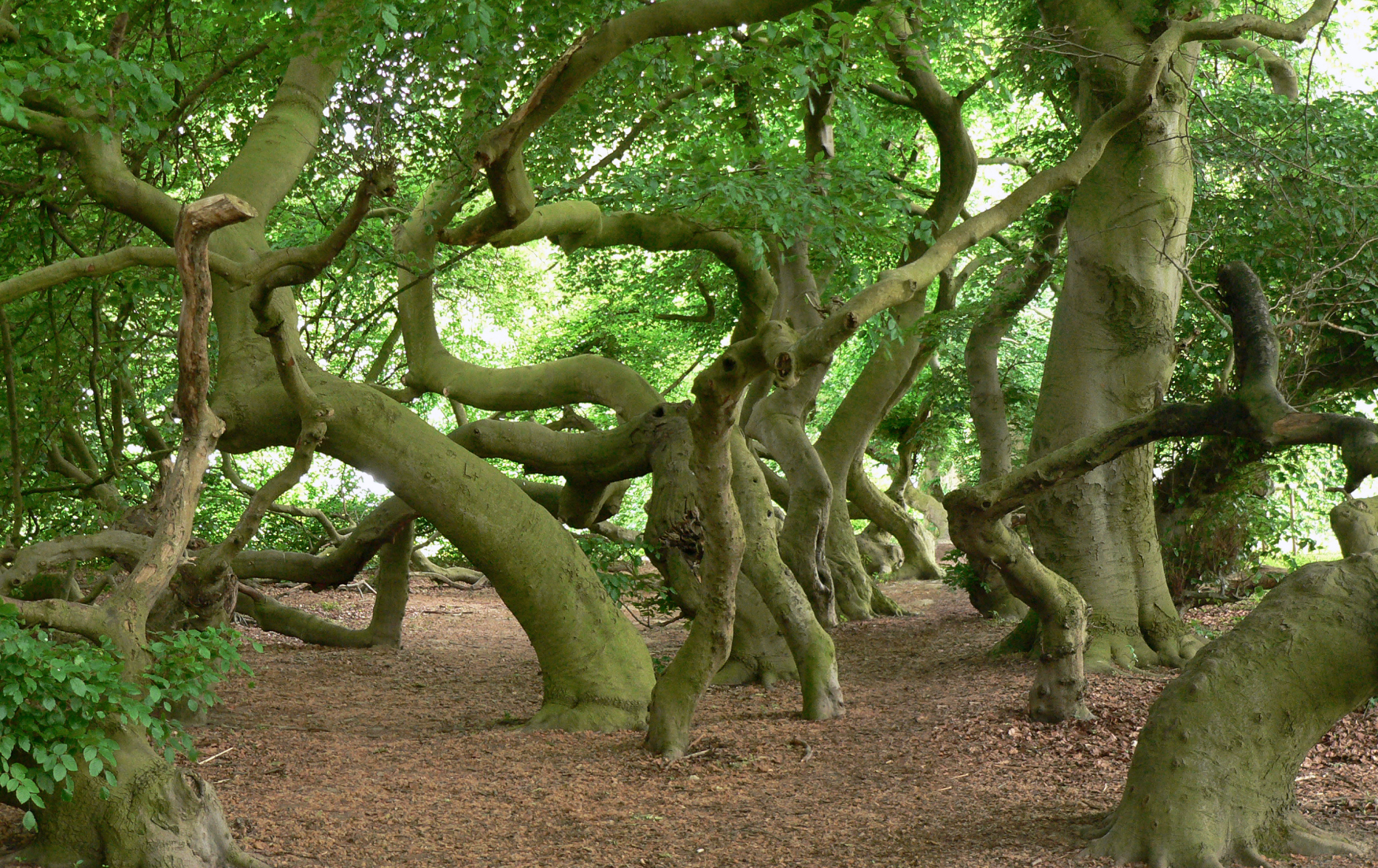
Laantje met Süntelbeuken in het 34 hectare grote kuurpark (zie: Deister)
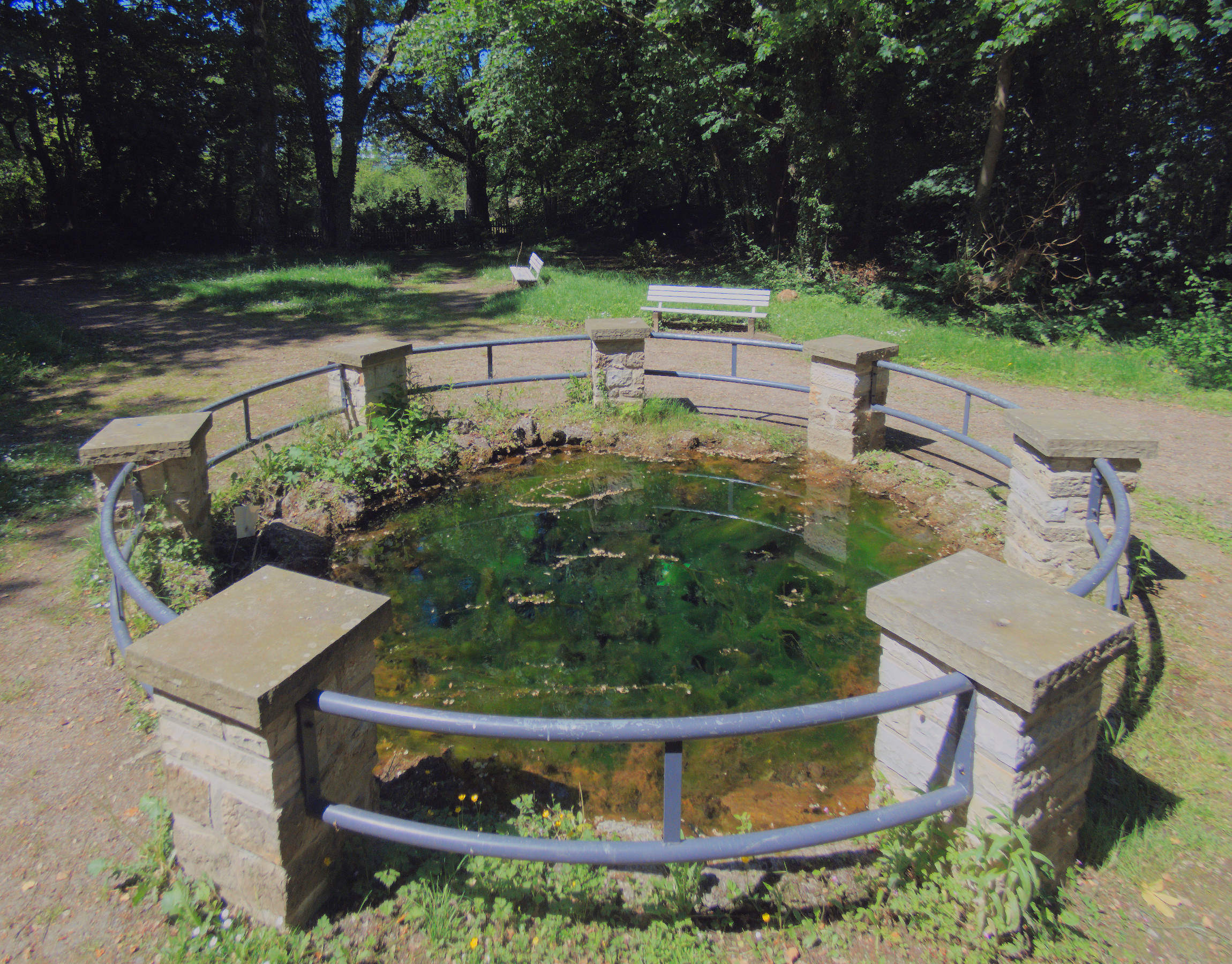
De bron Krater[2], 1½ km ten zuidwesten van het stadscentrum

Bad Nenndorf is een kuuroord. Uit de vroegste tijd, de periode 1785-1825, staan er nog verscheidene voorname, monumentale gebouwen:
- het Logierhaus (thans Hotel Hannover), 1787
- het Schlösschen, 1803
- het Landgrafenhaus, thans een praktijk voor fysiotherapie
- het Haus Kassel.
- Uit de jaren 1911-1925 dateert het kuurpark met de vijvers, tegen de Galenberg aan.

## Economie bezijden het kuurbedrijf
Nabij de aansluiting op de A2, en aan de noordrand van de stad, bevinden zich tamelijk grote bedrijventerreinen. Er zijn vooral ondernemingen van het lokale en regionale midden- en kleinbedrijf gevestigd, waaronder relatief veel meubelzaken in de hogere prijsklasse.
Naast kuurgasten komen ook toeristen naar Bad Nenndorf voor een luxe vakantie, maar soms ook om in de fraaie omgeving te wandelen, fietsen of mountainbiken (zie: Deister).
De gemeente is zeer in trek als woonforensengemeente, vooral voor mensen met een bovengemiddeld inkomen en/of vermogen.

## Geschiedenis

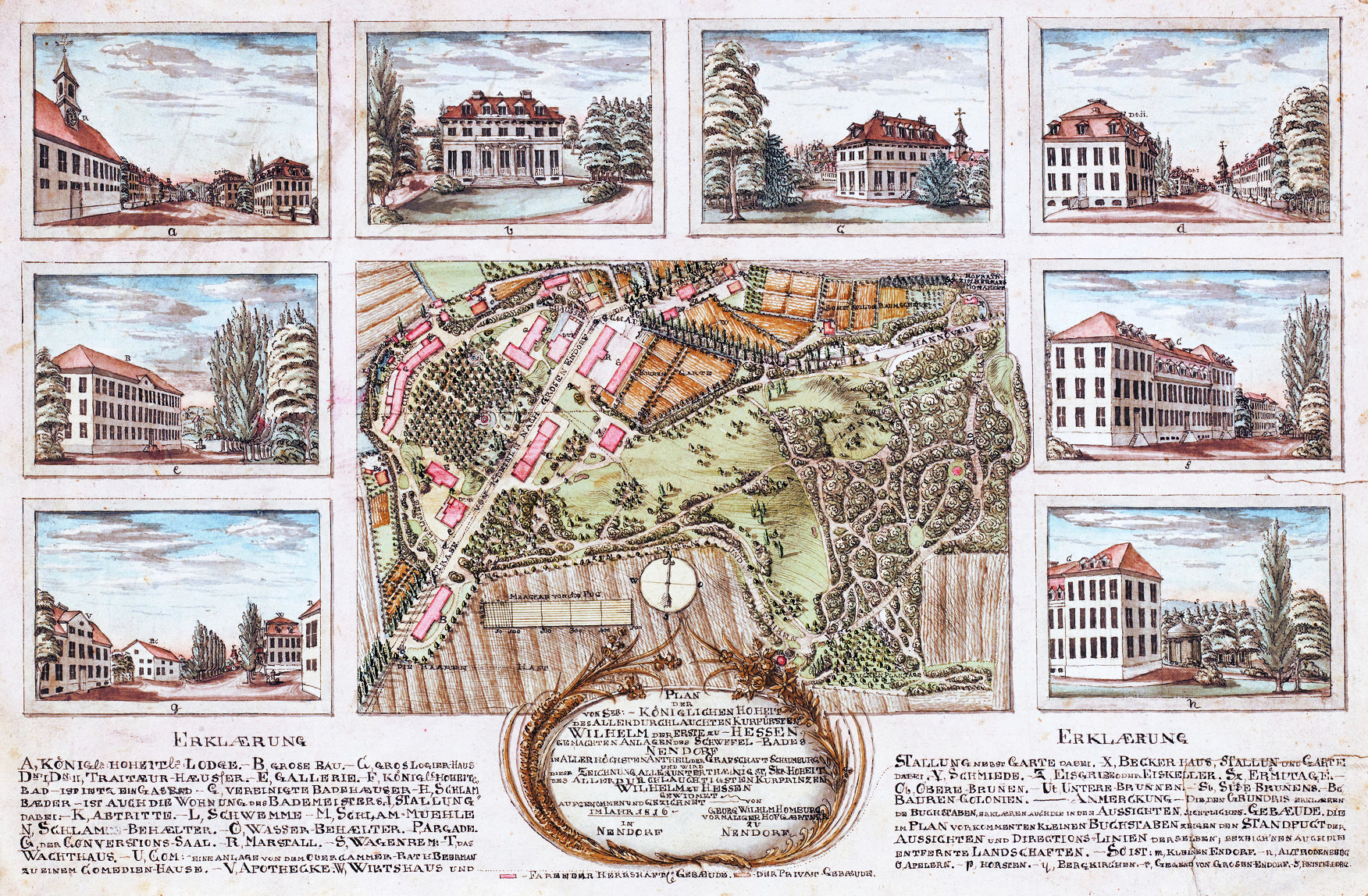
Kaart van het kuurcentrum, 1816

Bad Nenndorf ontstond uit twee kleine dorpen, Klein Nenndorf en Groß Nenndorf, die al sinds de middeleeuwen bestonden. In de 16e eeuw werd ontdekt, dat de zwavelhoudende bron tussen deze twee oude dorpen in geneeskrachtig is, o.a. bij jicht en reuma. Mede door de gunstige ligging, aan een oude handelsroute, ontwikkelde zich een kuuroord, waar vanaf de 18e eeuw ook zeer hooggeplaatste personen kwamen kuren, onder wie graaf Willem I van Hessen-Kassel, die als stichter van het kuurbedrijf (1787) wordt beschouwd. Zo werd Bad Nenndorf een van de belangrijkste en deftigste kuuroorden van geheel Duitsland. Er werden twee monumentale lanen aangelegd, die nog bestaan: de Rodenberger Allee en de Buchenallee (Beukenlaan). In 1807, in de napoleontische tijd, voerde Jérôme Bonaparte, toen koning van Westfalen, het modderbaden in. Bonaparte was hiermee in zijn vaderland Frankrijk vertrouwd. Van 1787-1863 waren er (met enige onderbrekingen wegens overheidsverboden) voor heren ook hazardspelen toegestaan, waaronder de kaartspelen pharo en Trente et Quarante. Dit droeg belangrijk bij aan de populariteit van Bad Nenndorf voor voorname bezoekers. In 1866 werd de plaats Koninklijk Pruisisch "Heilbad". In 1872 kreeg Bad Nenndorf aansluiting op het spoorwegnet; in de decennia daarna volgden nog talrijke uitbreidingen en verfraaiingen.
Ten tijde van Adolf Hitlers Derde Rijk werden de kuurinrichtingen opnieuw gemoderniseerd en uitgebreid. Na de Tweede Wereldoorlog, in 1945 richtten de Britse bezettingstroepen in het gebouw Winckler-Bad een, gedeeltelijk geheim, detentiecentrum voor gewezen nazi's, onder wie enkele hooggeplaatste personen, en al spoedig ook voor Sovjet-spionnen in. Er lekten berichten uit, dat de Britse bewakers hier gevangenen zouden hebben doodgemarteld. Blijkbaar niet geheel zonder kern van waarheid, want al in 1947 werd het detentiecentrum gesloten, en het gebouw werd weer voor het kuurbedrijf gebruikt. Nieuwe publicaties (2005) van declassified stukken hierover rakelden de oude kwestie weer op.
In de eerste jaren van de 21e eeuw vonden neo-nazi's het daarom nodig, hier protest- en gedenkmanifestaties te houden. Dat leidde tot tegendemonstraties, waarvan enkele met steun van vele inwoners en bestuurders van de gemeente Bad Nenndorf, dat zich gaarne als bunt (kleurrijk) presenteert. Tot 2015 was Bad Nenndorf op dagen, waarop zulke demonstraties plaatsvonden, politiek onrustig. Sedert 2016 zijn er geen grootscheepse demonstraties van politiek uiterst rechtse groeperingen meer geweest.
De kuuractiviteiten in Bad Nenndorf zijn sinds plm. 1990, toen Duitse ziekenfondsen verblijven in kuuroorden in de meeste gevallen niet meer vergoedden, voortdurend minder geworden. Er is minder vraag naar modderbadkuren, zoals die hier werden aangeboden. Het belangrijkste kuurgebouw, Winckler-Bad, dat onder monumentenzorg staat, is grondig verbouwd. Er zijn sinds 2021 artsenpraktijken en een woonvorm voor ouderen in gevestigd, terwijl een gedeelte van het gebouw in huurappartementen voor particuliere bewoning is ingericht.
De deelstaat Nedersaksen verleende Bad Nenndorf in het jaar 2000 het stadsrecht. In 2026 zal er de Landesgartenschau van Nedersaksen worden gehouden, een veel op de Nederlandse Floriade gelijkend evenement.

## Bezienswaardigheden e.d. buiten het kuurcentrum
- De heuvelrug Deister ten zuiden van het stadscentrum
- Streekmuseum (Museum Bad Nenndorf) met o.a. archeologische vondsten van de belangrijke opgraving te Suthfeld. Gevestigd in een voormalige winkel in het centrum. Vrij toegankelijk; er staat echter wel een collectebus voor een vrije gift, daar het museum een particuliere, charitatieve instelling is.
- Markant is de evangelisch-lutherse St.-Godehardi-Kirche aan de oostkant van het stadscentrum. Ontwerper van het in 1853 voltooide kerkgebouw was Julius Eugen Ruhl (1796-1871) uit Kassel, die vooral naam heeft gemaakt als architect van spoorwegstations.

## Galerij

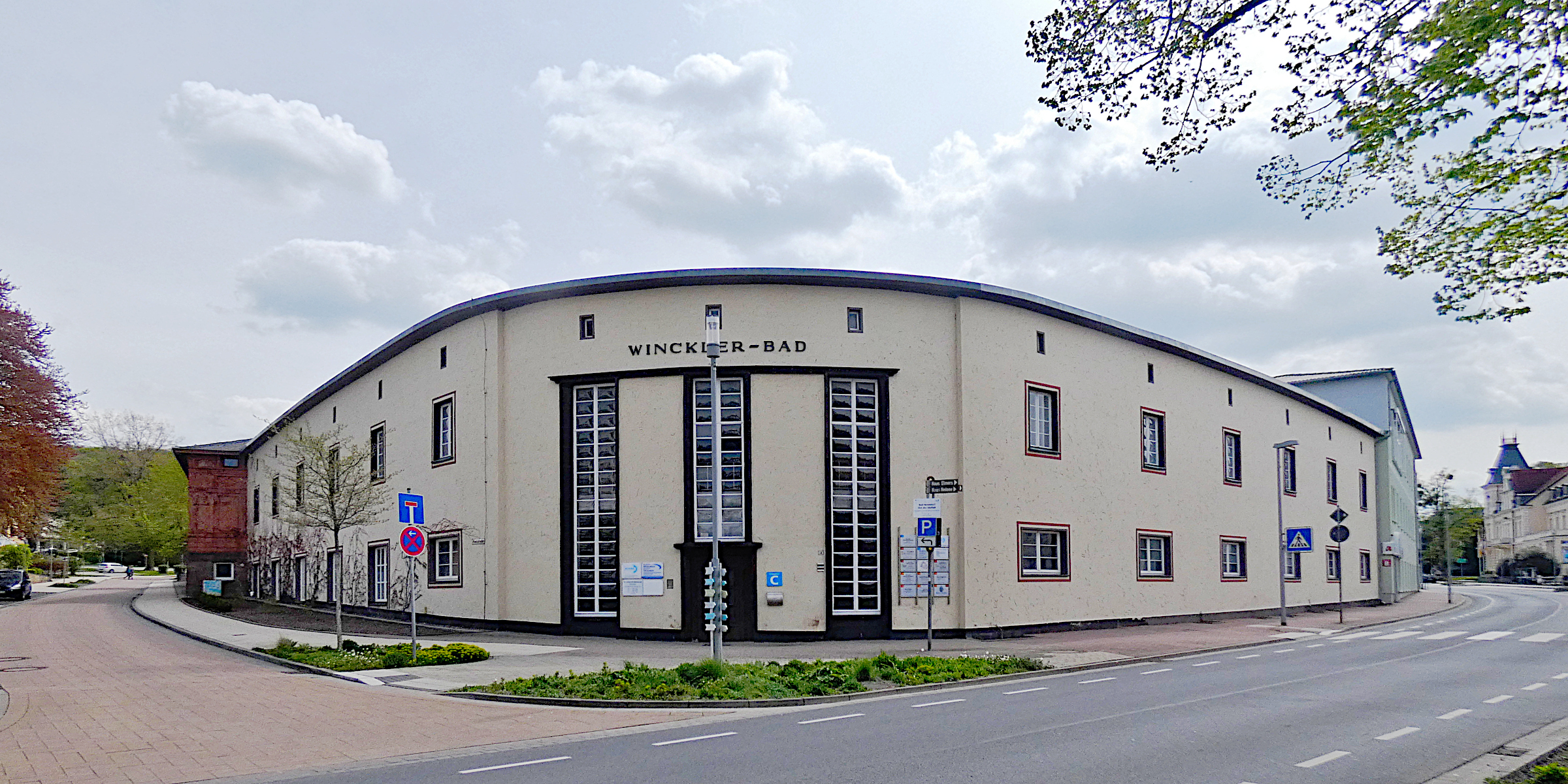
Gebouw Winckler-Bad (1931), foto uit 2021, na de renovatie
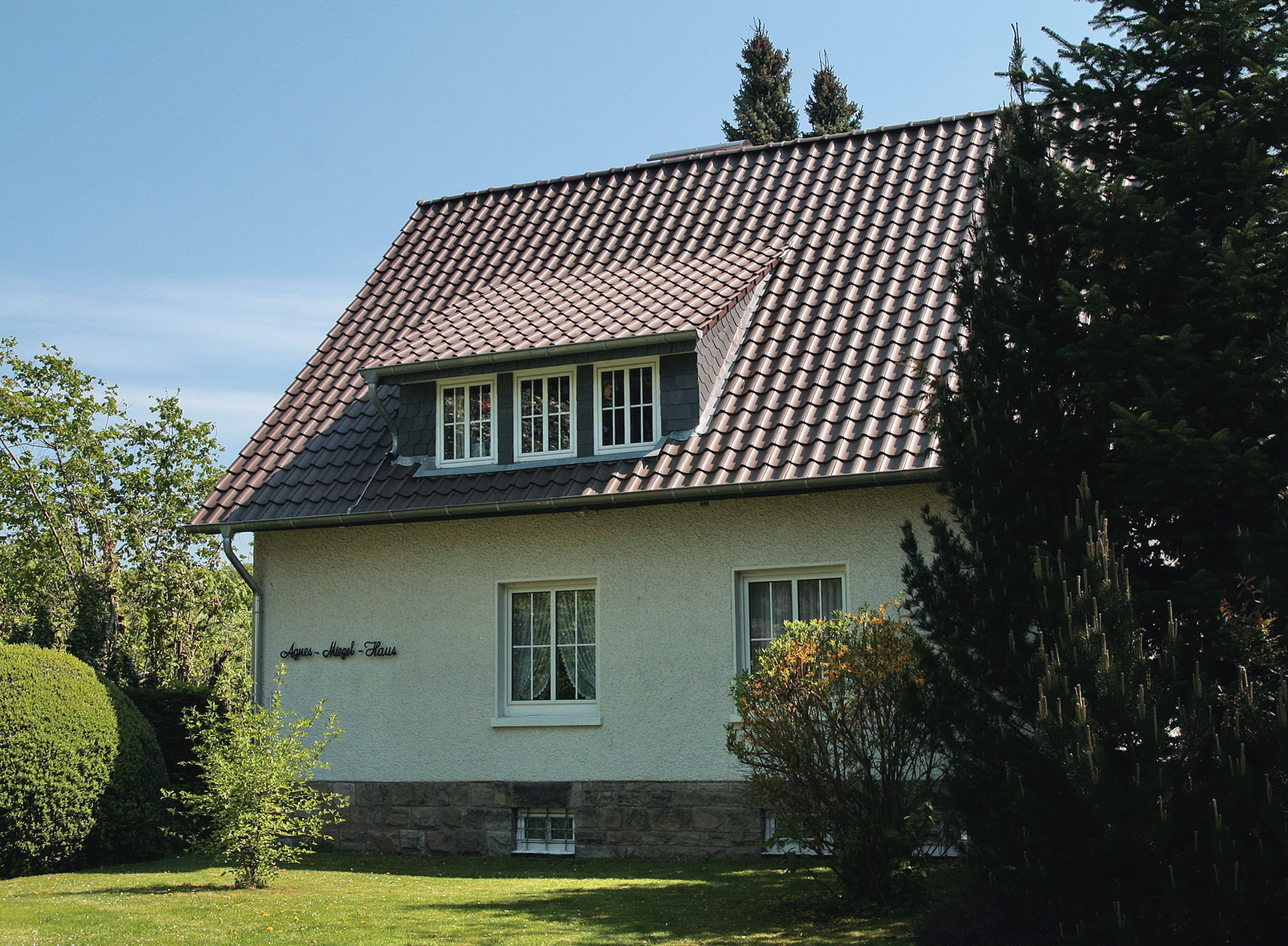
Het Agnes-Miegel-Haus in Bad Nenndorf
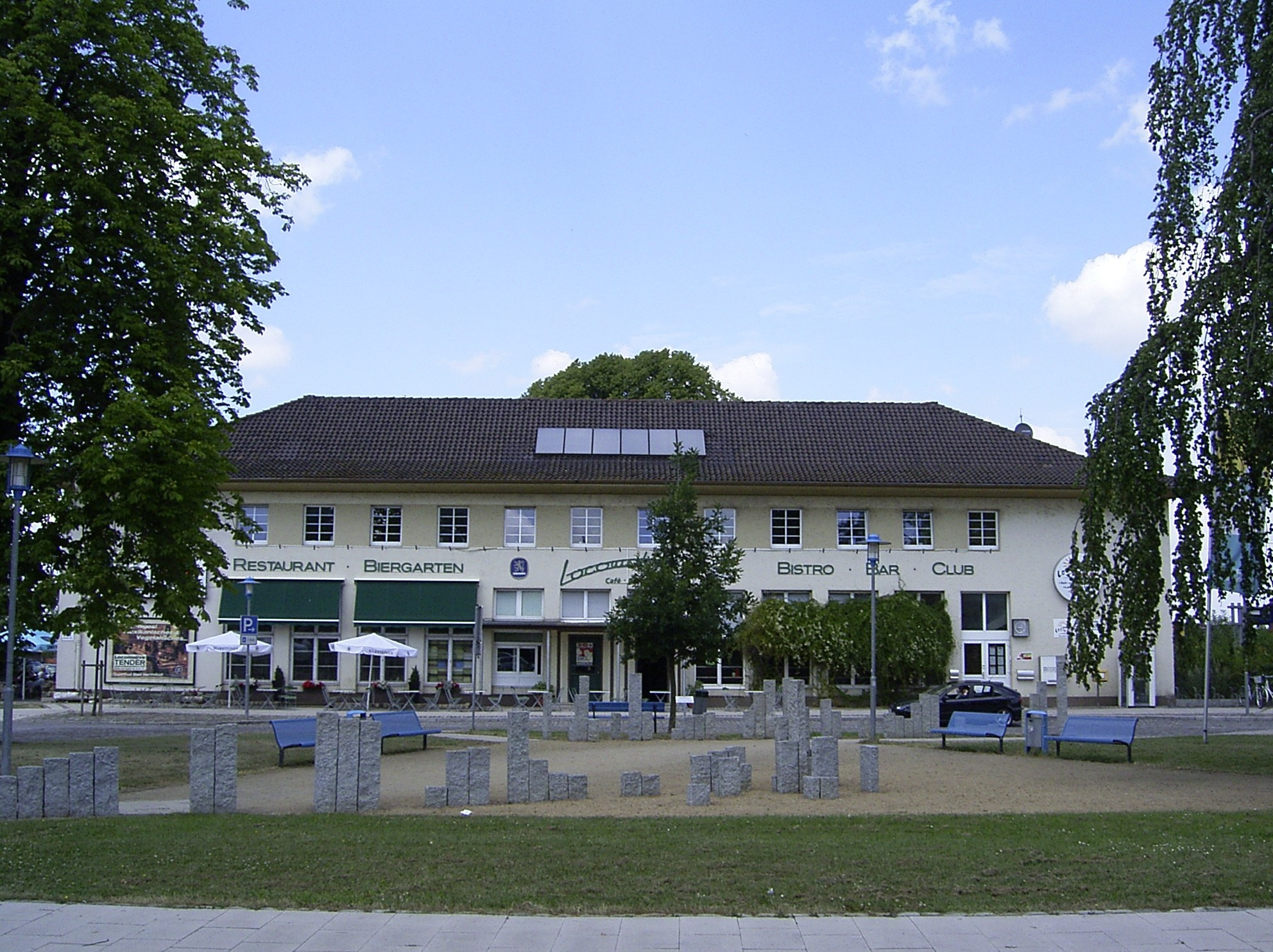
Het station van Bad Nenndorf
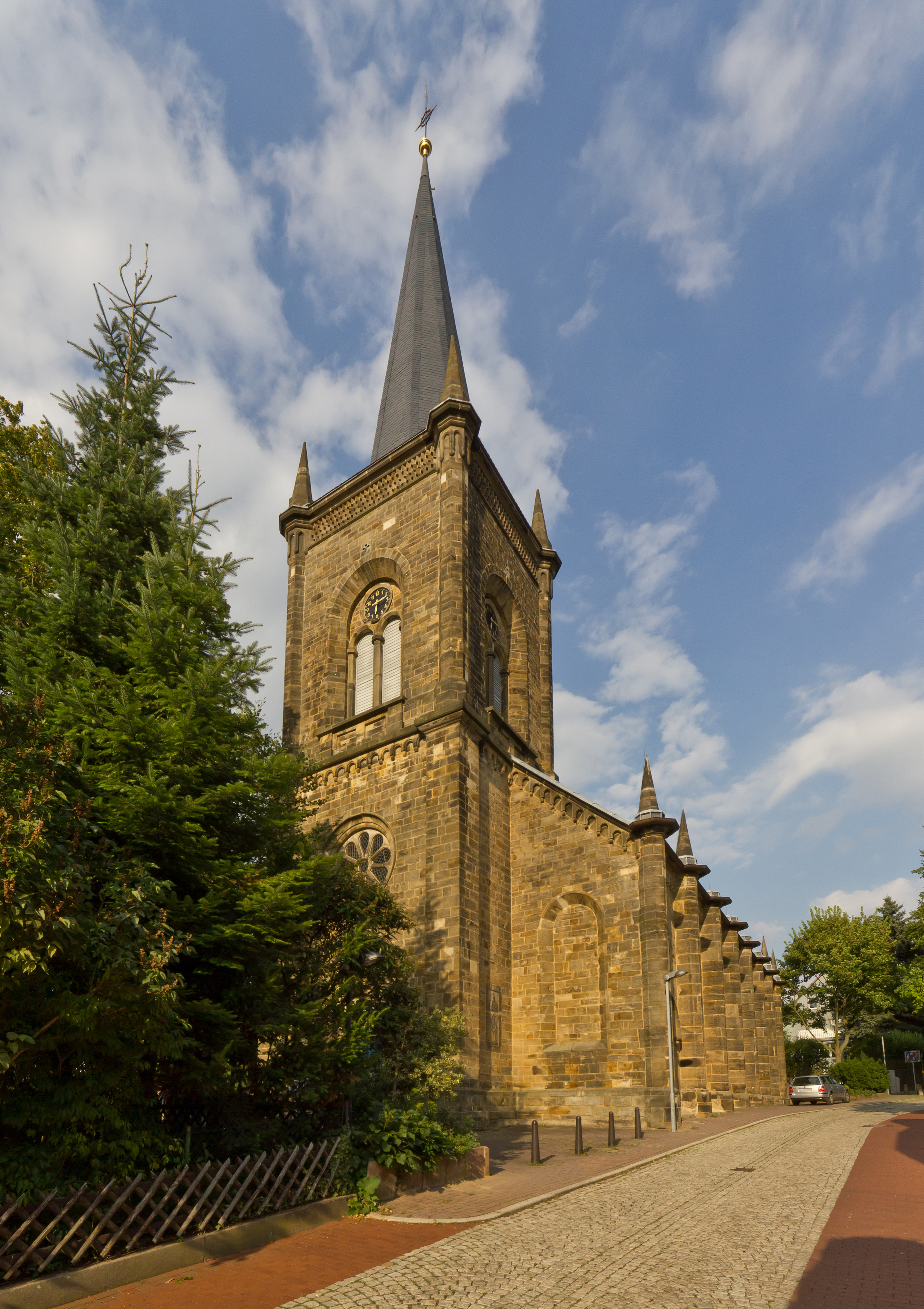
St. Godehardi-kerk (1853)

## Bekende personen in relatie tot Bad Nenndorf
- Viktor von Podbielski (1844-1916) was als Pruisisch minister verantwoordelijk voor grote investeringen door de staat in de kuurinrichtingen van Bad Nenndorf; zo liet hij de Esplanade aanleggen. In 1906 werd te Bad Nenndorf een monument te zijner ere opgericht.
- Bad Nenndorf was tussen 1948 en 1964 de woonplaats van de, vanwege haar nazi-verleden omstreden, dichteres Agnes Miegel. Haar voormalige woonhuis is nu een literatuurmuseum.
- De Duitse voetbalcoach Dieter Hecking, sinds 2013 trainer bij VfL Wolfsburg, woont in Bad Nenndorf.